# A.C. Siena
Associazione Calcio Siena je talijanski nogometni klub iz Siene, koji se natječe u Lega Pro ligi od 2015. godine. 
Siena je osnovana 1904., kao sportski klub pod imenom Società Studio e Divertimento, a 1908. izdvaja se nogometni klub nazvan Società Sportiva Robur. Sadašnje ime AC Siena nosi od sezone 1933./34. Boje kluba su crna i bijela (boje iz grba grada Siene), te svoje domaće utakmice igraju na stadionu Artemio Franchi. Najveći rival im je susjedna Fiorentina s kojom igraju tzv. derbi guelfi-ghibellini.  

## Rekordi uSerie A
- Sezona u Seriji A: 6
- Najbolji plasman: 13.
- Najlošiji plasman: 15.
- Najviše bodova u sezoni: 44
- Najviša pobjeda: Siena - Empoli 4-0, Siena - Modena 4-0 (2003./2004.)
- Najviši poraz: Roma - Siena 6-0 (2003./2004.)
- Utakmica s najviše golova: Livorno - Siena 3-6 (2004./2005.)
- Igrač s najviše postignutih golova u sezoni: Massimo Maccarone - 13 golova (2007./2008.)
- Igrači s najviše nastupa:

1. Simone Vergassola - 155
2. Enrico Chiesa - 129
3. Daniele Portanova - 125
4. Alexander Manninger - 83
5. Tomas Locatelli - 81

- Igrači s najviše postignutih golova:

1. Enrico Chiesa - 32
2. Massimo Maccarone - 25
3. Simone Vergassola - 14
4. Erjon Bogdani - 13
5. Tore Andre Flo - 13

## Poznati igrači
- Enrico Chiesa
- Nicola Legrottaglie
- Tomas Locatelli
- Massimo Maccarone
- Paolo Negro
- Giovanni Pasquale
- Erjon Bogdani
- Leandro Damián Cufré
- Alex Manninger
- Pinga
- Roque Júnior
- Rodrigo Taddei
- Vincent Candela
- Igor Tudor
- Tore André Flo

## Vanjske poveznice
- Službena stranica (tal.)